# 131 أشغال (فلم)
131 أشغال هو فيلم جريمة مصري من إنتاج سنة 1993، إخراج نادر جلال، وتأليف صلاح فؤاد، وإنتاج محمود يوسف حواس
، ومن بطولة نور الشريف، وكمال الشناوي، وصابرين، ونجاح الموجي. يحكي الفيلم قصة شحتة الجمال، بائع متجول من بورسعيد، يتهم ظلمًا بقتل صديق له ويحاول اثبات براءته.

## القصة
في بورسعيد، حيث يعود شحتة إلى مدينته بعد حرب أكتوبر ليعمل بائعًا متجولًا ويفشل في إثبات ملكيته للمكان الذي يعمل فيه، فيتوجه للقاهرة مع زوجته الحامل لصديقه سيد عفيفي كى يساعده في تلك الخطوة، للحصول على سند الملكية الخاص بأرضه. لكنه يفاجأ بالعثور على صديقه سيد مقتولًا في شقته ويتهم شحته بقتله ليدخل السجن، حيث يلتقى بالمعلم عنتر تاجر المخدرات الذي يتعارك معه ثم يصبحان صديقين. تموت زوجة شحتة أثناء الولادة، ليزداد تعاطف عنتر مع شحتة، ويقرر الاثنان الهروب من السجن للاختباء في منطقة منعزلة، يتصل شحتة بصديق السلاح القديم مشمش ليعاونه في إثبات براءته من قتل صديقهما الثالث سيد وينضم إليهما المعلم عنتر وابنته دوسة التي ارتبطت بقصة حب لشحتة. يتكشف لدى فريق شحتة أن المجرمين عصابة تتعامل في تهريب الآثار والإتجار بالسوق السوداء وأنها اضطررت لقتل سيد لرفضه تزوير مستندات لهم بالشهر العقارى، ينجح شحتة في الحصول على مستندات خطيرة تدين شخصيات كبرى في الدولة ويقوم بتسليمها للضابط المكلف بالقبض عليه، والذى يسلمها بدوره لوزير الداخلية الذي يترك حفلًا يحضره رئيس الجمهورية ليتحرى الحقيقة. وقبل أن تصدر التوجيه بعدم مطاردة شحتة، يقوم رجال الشرطة بمهاجمة وكر عنتر الذي يسقط صريعا برصاصاتهم، ويحصل شحتة على البراءة يتزوج من ابنته دوسة التي توافق على تربية ابنه الرضيع.

## طاقم التمثيل
- نور الشريف بدور شحتة الجمال
- كمال الشناوي بدور المعلم عنتر أبو دوسة
- صابرين بدور دوسة
- نجاح الموجي بدور مشمش
- عادل هاشم بدور سعادته
- محمد وفيق بدور الضابط سعيد أنور
- محمد ناجي بدور غسان
- ماجدة زكي بدور صفية
- محمد أبو داوود بدور السيد عفيفي
- ياسمين بدور سهام
- صلاح عبد الله بدور رفعت - جي آر
- عبد الله مشرف بدور حسن
- يسري عشماوي بدور منعم - رئيس المباحث
- محمد يوسف بدور
- أحمد الطاهر بدور اللواء طاهر
- هدي عيسي بدور ام صفية
- فكري صادق بدور
- كمال الزيني بدور وزير الداخلية العام
- أحمد سامي عبد الله بدور أبو صفية
- أحمد كمالي بدور الموظف

## وصلات خارجية
- مقالات تستعمل روابط فنية بلا صلة مع ويكي بيانات